# Casuarius lydekkeri
Casuarius lydekkeri je izumrla vrsta ptice neletačice iz roda kazuara (Casuarius). Bio je malenog rasta a živio je u kasnom pleistocenu na današnjoj Papui Novoj Gvineji.